# Herbert Bayer
Herbert Bayer (Haag, Austria, 1900-Santa Bárbara, Estados Unidos, 1985) fue un diseñador gráfico, pintor, fotógrafo y arquitecto austriaco. Bayer fue el diseñador de publicidad más innovador de la Escuela de la Bauhaus, a la que perteneció su trabajo destaca por la temprana introducción de la fotografía en los años 1920.

## Biografía

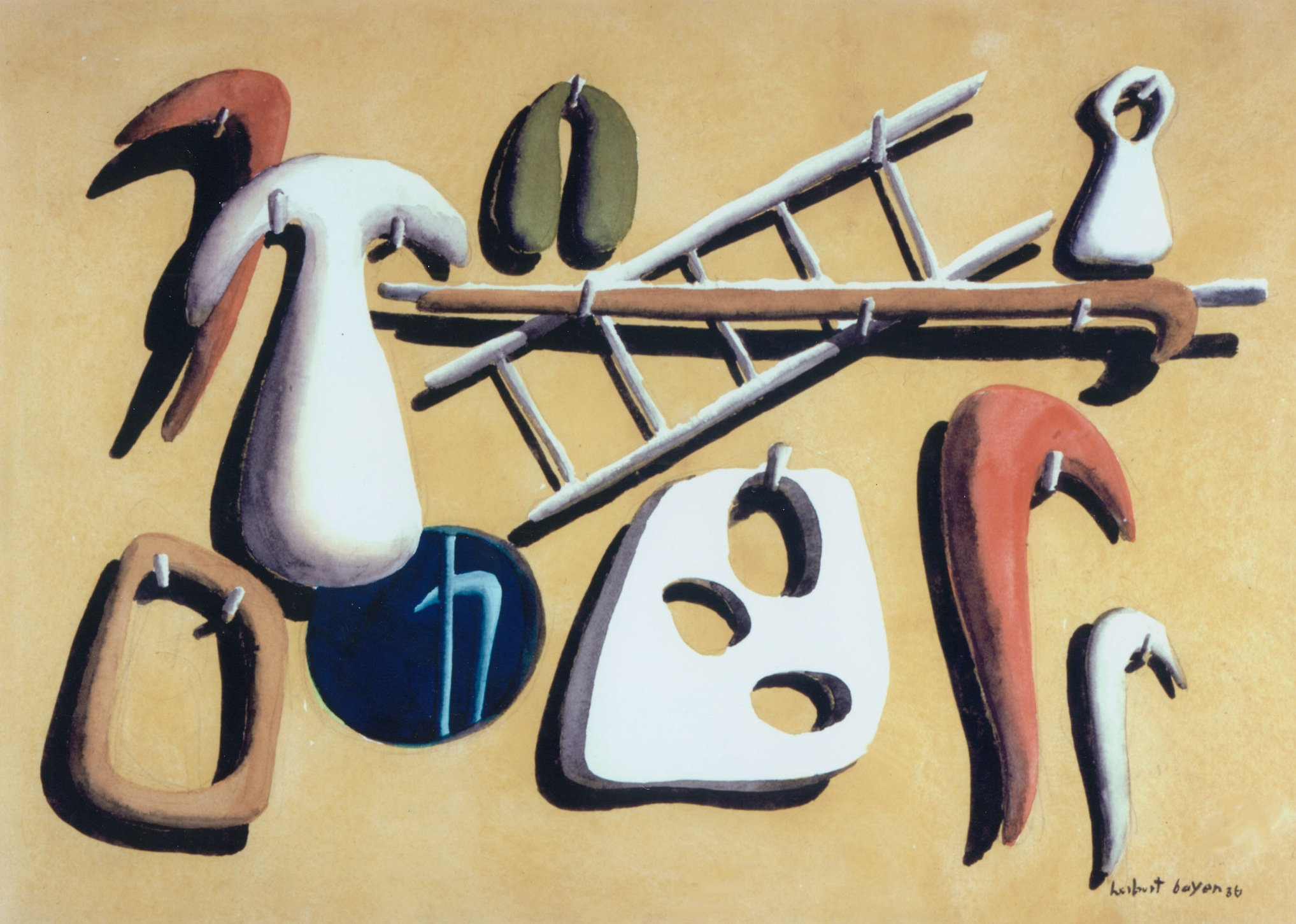
Stadelwand, 1936, Centro M. T. Abraham de Artes Visuales.

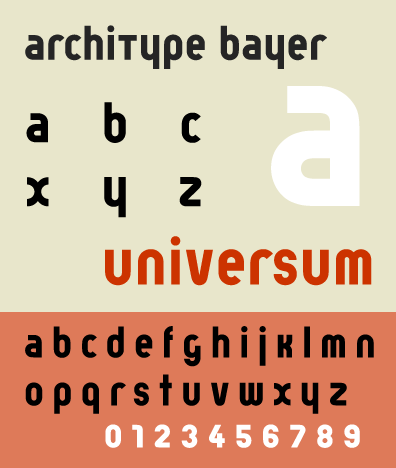
Fuente Architype Bayer, creada por Herbert Bayer con el nombre de universal en 1925.

Bayer fue aprendiz del artista George Schmidthammer en Linz. Tras dejar el taller se interesó por el manifiesto Bauhaus de Walter Gropius. Tras estudiar durante cuatro años en la Escuela de la Bauhaus, con profesores como Wassily Kandinsky o László Moholy-Nagy, Gropius nombró a Bayer director de impresión y publicidad. Influenciado por el minimalismo, Bayer desarrolló un estilo visual nítido y adoptó una fuente sans serif completamente en minúsculas para todas las publicaciones de Bauhaus. En 1925 diseñó una fuente sans serif geométrica, universal, cuya versión digital recibe el nombre de Architype Bayer.
En 1928, Bayer dejó la Escuela de Bauhaus para convertirse en director artístico de la oficina en Berlín de la revista Vogue. Diez años más tarde, huyendo de la Alemania nazi, se mudó a Nueva York, donde desarrolló una larga carrera en la que destacó en prácticamente todos los aspectos de las artes gráficas. Ya en 1938 organizó la exposición y el catálogo Bauhaus 1910-1928 en el MoMA de Nueva York.
En 1946, contratado por el industrial y visionario Walter Paepcke, Bayer volvió a mudarse, esta vez a Aspen, en Colorado, donde Paepcke trataba de promocionar el esquí como deporte popular. En el ámbito arquitectónico, Bayer codiseñó el Aspen Institute y restauró la Wheeler Opera House; además, produjo carteles publicitarios que identificaban el esquí con el ingenio, la emoción y el glamour. Bayer estuvo asociado con Aspen hasta mediados de los años 1970.
Entre 1946 y 1956 fue consejero artístico de la Container Corporation of America  y desde 1966 de la Atlanthic Richfield Company. En 1959 diseñó su "fonetik alfabet", un alfabeto fonético para el inglés. Era sans serif y no tenía letras mayúsculas. Tenía símbolos especiales para las terminaciones -ed, -ory, -ing e -ion, así como para los dígrafos "ch", "sh" y "ng". Un subrayado indicaba la duplicación de una consonante en la ortografía tradicional
En 1968 preparó la exposición del catálogo 50 años Bauhaus en Stuttgart. La colección de arte moderno del Museo de Arte de Denver ha recibido su nombre.

## Obra
Los trabajos de Bayer aparecen en importantes colecciones privadas y públicas, incluyendo el MIT List Visual Arts Center.